# Hörnen
Hörnen är en sjö i Karlskrona kommun i Blekinge och ingår i Nättrabyåns huvudavrinningsområde. Sjön är 14,9 meter djup, har en yta på 0,8 kvadratkilometer och är belägen 58,4 meter över havet. Vid provfiske har bland annat abborre, braxen, gädda och mört fångats i sjön.

## Delavrinningsområde
Hörnen ingår i det delavrinningsområde (624316-147595) som SMHI kallar för Ovan 624234-147844. Medelhöjden är 69 meter över havet och ytan är 38,35 kvadratkilometer. Räknas de 26 avrinningsområdena uppströms in blir den ackumulerade arean 370,77 kvadratkilometer. Avrinningsområdets utflöde Nättrabyån mynnar i havet. Avrinningsområdet består mestadels av skog (67 procent) och jordbruk (17 procent). Avrinningsområdet har 1,64 kvadratkilometer vattenytor vilket ger det en sjöprocent på 4 procent. Bebyggelsen i området täcker en yta av 0,58 kvadratkilometer eller 1 procent av avrinningsområdet.

## Fisk
Vid provfiske har följande fisk fångats i sjön:
- Abborre
- Braxen
- Gädda
- Mört
- Sarv
- Sutare